# Vanløse Idrætspark
Le Vanløse Idrætspark est un stade de football situé dans le quartier de Vanløse à Copenhague, Danemark. Il a une capacité de 10 000 places (dont 3 600 places assises et couvertes).
C'est le domicile du Vanløse IF.

## Histoire
Le 30 juin 2001, l'Équipe du Tibet de football y joue son premier match international face à l'Équipe du Groenland de football devant 5 011 spectateurs. Durant cette rencontre non officielle, les tibétains s'inclinèrent sur le score de 4 buts à 1,,.